# Prix découvertes RFI
Les prix découvertes RFI ont été créés en 1981 de façon à mettre en avant, chaque année, les nouveaux talents musicaux du continent africain. Ce prix a déjà récompensé des artistes aussi divers que Tiken Jah Fakoly, Mav Cacharel, Rokia Traoré, Didier Awadi, Amadou et Mariam, Canjo Amissi ou Maurice Kirya.
Son jury, composé de professionnels, est chaque année présidé par une personnalité comme Jacob Desvarieux, Youssou N’Dour, Angélique Kidjo, Passi, Kery James, Richard Bona, A'salfo ou Fally Ipupa. RFI et ses partenaires s'engagent auprès du lauréat et lui offrent un soutien professionnel, une promotion sur leurs antennes et leurs sites webs. En outre, le lauréat bénéficie de 10 000 euros, d’une tournée en Afrique et d’un concert à Paris.

## Genèse du concours
En 1981, à l’initiative du congolais Alphonse Marie Toukas, animateur de radio, est lancé le concours « découvertes 81 », l'objectif étant de promouvoir la création musicale africaine et de la faire entendre partout sur le continent africain. Vingt pays y participent. L’ACCT (aujourd’hui Organisation internationale de la francophonie), l’ICA (Alliance coopérative internationale), la revue Calao, la SACEM, le ministère français de la Coopération et la présidence de Radio France s’y associent. 41 000 FF de prix sont en jeu. En mai 1981, Dakar accueille le premier gala de remise des prix. Il s'agit d'une coproduction ORTS-RFI, couvert aussi par FR3. Le Grand prix est remporté par Jean Ondeno Rebieno, son disque 45-tours sera mis en vente dans les semaines qui suivent.
En février 1982, la proclamation des résultats de « découvertes 82 » a lieu en présence de Claude Nougaro, de Manu Dibango et de Francis Bebey, à Radio France, pour encourager les candidats. Les lauréats 1983 se retrouvent à l’Île Maurice. Philippe Conrath, envoyé spécial de Libération y salue un cocktail de modernisme et de traditionnel que 20 000 personnes sont venus ovationner au stade de Beau Bassin-Rose Hill. En octobre 1984, le gala se déroule à Bamako. Les lauréats sont accompagnés par le Rail Band. La fête a lieu avec les présences de superbiton, Manu Dibango, Afia Mala, Manfei Obin, N’zongo soul et Konn Konn.

## Généralités sur le concours
De 1981 à 1984, la liste des lauréats de cette compétition comporte entre 10 et 11 artistes. De 1985 à 1988, le nombre d’artistes lauréats par édition évolue de 7 a 6. À partir de 1989 jusqu’en 1996, la moyenne des lauréats est de trois par édition, le premier prix étant le prix Afrique-Gilles Obringer. En 1997, le nombre de musiciens lauréats dans les fiches du jury est de deux par édition, et ce jusqu'en 2000.
À partir de 2001, la formule est de ne retenir qu'un seul lauréat au terme du concours, c'est ainsi jusqu’à aujourd’hui, en 2018,.
Entre 2000 et 2005 l'intitulé du concours diffère puisque l'on parle du prix RFI Musiques du Monde.

## Dernières éditions

### Édition 2013
Le 24 septembre 2013, la station RFI a dévoilé les douze finalistes. Les internautes ont pu les écouter en ligne jusqu'au 19 octobre et ont voté massivement (plus de 7000 voix sur 18 000) pour celui qui est devenu le lauréat. Le jury, présidé par le leader de Magic System A'Salfo (Salif Traoré), a alors rejoint, après délibération, le vote du public, le vainqueur ayant été annoncé le 24 octobre,.

### Édition 2014
En 2014, le concours se partage en deux phases. Lors de la première phase, un comité fait émerger parmi toutes les candidatures, une première sélection, cette année de dix artistes. Et lors de la deuxième phase, un jury composé de professionnels de la musique, présidé par une célébrité, choisit le lauréat. Cette année, c’est la star de la rumba congolaise, Fally Ipupa, qui succède à Jacob Desvarieux, Youssou N’Dour, Angélique Kidjo, Passi, ou encore Richard Bona, à la présidence du jury. Par ailleurs, l'avis du public influe sur la sanction du jury, un vote étant ouvert sur le site du concours.

### Édition 2015
Quatorze finalistes ont été nommés. Du 28 septembre au 24 octobre, les votes des internautes désignant leur artiste favori ont eu lieu, la voix du public s'ajoutant aux votes du jury. Ce jury, présidé par l'artiste malienne Oumou Sangaré, s'est réuni le 17 novembre.

### Édition 2016
Les internautes ont pu voter jusqu'au 19 octobre pour leur artiste favori parmi dix artistes nommés. Le jury, quant à lui, s'est réuni le 4 novembre, sous la présidence du rappeur Kery James.

### Édition 2017
Le comité d’écoute du prix découvertes RFI a sélectionné dix finalistes, pour lesquelles le public a pu voter, par internet, du 3 au 29 octobre 2017, ces dix finalistes ont été en outre soumis le 9 novembre 2017 au vote du jury présidé par le chanteur Singuila.

### Édition 2018
Le comité d’écoute du prix découvertes RFI a sélectionné dix finalistes pour l’édition 2018, lesquels seront soumis le 8 novembre 2018 au vote du jury présidé par la chanteuse camerounaise Charlotte Dipanda. Le public peut également voter sur Internet du 26 septembre au 25 octobre 2018.

### Édition 2019
Le processus est le même pour l'année 2019 : le comité d'écoute du prix découvertes RFI a sélectionné les dix finalistes de cette édition. Ils seront soumis au vote d'un jury composé d'artistes et de professionnels, et également à celui du public. Ce dernier vote jusqu'au 16 octobre 2019 sur internet.
Le jury 2019 s'est prononcé le 7 novembre 2019. Ce jury professionnel est composé d'artistes internationaux comme Asalfo, Charlotte Dipanda, Tiken Jah Fakoly, Fally Ipupa, Josey, Angélique Kidjo, Youssou N’Dour, Oumou Sangaré et Singuila ainsi que de journalistes de RFI et de France 24, et de représentants des organismes partenaires.

### Édition 2020
Le comité d’écoute du Prix découvertes RFI a sélectionné dix finalistes, pour lesquelles le public a pu voter, par internet. 
Le jury 2020 s'est prononcé le 10 décembre 2020. Ce jury professionnel, présidé par l'artiste ivoirien Didi B, comprend plusieurs membres parmi lesquels les journalistes de RFI et de France 24, et de représentants des organismes partenaires.

## Partenariats
Selon les années, le partenariat établi pour le concours évolue. À la première édition, étaient présents l’ACCT (Organisation internationale de la francophonie), l’ICA (Alliance coopérative internationale), la revue Calao, la Sacem, le ministère français de la coopération et la présidence de Radio France. Ces dernières années (années 2010), le prix découvertes RFI est organisé avec le soutien de la Sacem, de l’Institut français, de l’Organisation internationale de la francophonie, de Deezer, mais aussi de l’UNESCO ainsi que de Ubiznews.
Pour l'édition 2018, le prix découvertes RFI est organisé en partenariat avec l’Institut français, l’Organisation internationale de la francophonie, la Sacem et Ubiznews, mais Deezer et l'UNESCO semblent être absents cette année. Le partenariat est inchangé pour l'année 2019.

## Liste des lauréats
| Année | Photo du vainqueur | Vainqueur                                            | Présentation | Autres finalistes | À noter |
| ----- | ------------------ | ---------------------------------------------------- | --- | --- | --- |
| 1981  |                    | Jean Ondeno Rebieno                                  | | | Le prix des auditeurs est remis à Abou Chihabi, le prix soliste à Canjo Amissi[réf. nécessaire] |
| 1982  |                    | Zao                                                  | | | |
| 1983  |                    | Mav Cacharel                                         | Mav Cacharel, de son vrai nom Hilaire Youla né en 1957 à Brazzaville est un artiste musicien, chanteur et auteur-compositeur-interprète congolais de soukous. C'est un pilier du groupe Loketo. Son dernier album Coup de filet est sorti en 2005. Mav Cacharel a aujourd'hui formé son propre groupe intitulé Kebo. | | |
| 1984  |                    | N'zongo soul                                         | | | |
| 1985  |                    | Maître Gazonga, de son vrai nom Ahmat Saleh Rougalta | | | |
| 1986  |                    |                                                      | | Zaïko Langa Langa | |
| 1987  |                    | Elsa Mangue                                          | | | |
| 1988  |                    | Yolande Ambiana                                      | | | |
| 1989  |                    |                                                      | | | |
| 1990  |                    | Chico Antonio                                        | | | |
| 1991  |                    | Groupe Tatunane (Tanzanie)                           | | Duo Saida Titrit et Khalid Izri (prix Média) | |
| 1992  |                    | Njava                                                | | | |
| 1993  |                    | Habib Koité                                          | | | |
| 1994  |                    | Erick Manana                                         | | | |
| 1995  |                    | Maalesh                                              | | | |
| 1996  |                    | Coco Mbassi                                          | | | |
| 1997  |                    | Sally Nyolo                                          | | | |
| 1998  |                    | Mangu                                                | | | |
| 1999  |                    | Senge                                                | | | |
| 2000  |                    | Wock                                                 | | | |
| 2001  |                    | Macase                                               | | | |
| 2002  |                    | Rajery                                               | | | |
| 2003  |                    | Didier Awadi                                         | | | |
| 2004  |                    | Idrissa Soumaoro                                     | | | |
| 2005  |                    | Tcheka                                               | | | |
| 2006  |                    | BélO                                                 | | | |
| 2007  |                    | Mounira Mitchala                                     | | | |
| 2008  |                    | Mikea                                                | | | |
| 2009  |                    | Naby                                                 | Naby, chanteur sénégalais, showman, reggae man. | Bakhan Kareyce | Les trois finalistes se produisent sur la scène de l’Hôtel Sarakawa à Lomé. |
| 2010  |                    | Maurice Kirya                                        | | | |
| 2011  |                    | Sia Tolno                                            | | | |
| 2012  |                    | Elemotho                                             | | Trio Teriba. | |
| 2013  |                    | Smarty                                               | Smarty formait autrefois le duo Yeleen qui a parcouru le monde pendant dix ans, sorti cinq disques et remporté plusieurs prix. Burkinabè, né en Côte d'Ivoire, installé aujourd'hui à Ouagadougou, il s'est lancé dans une carrière solo avec à son actif, un premier album de rap intitulé Afrikan Kouleurs. | Danielle Eog Makedah, Nelida Karr, Mariam Kone, Leergi Project, Lindsey, Martin Mani, Yvonne Mwale, Isabel Novella, Nteko, Sessime, Teta. | À la suite de sa consécration au Prix découvertes RFI, Smarty a embrassé une tournée dans les Instituts français d’Afrique, soit une vingtaine de pays pour autant de dates. L’enfant terrible du rap burkinabè mais qui se réclame apatride ou surtout de nationalité africaine, laisse derrière-lui, avec le groupe Yeleen, un parcours très riche. |
| 2014  |                    | Marema                                               | Marema est une artiste sénégalaise, née à Dakar d’un père mauritanien et d’une mère sénégalaise. Elle est influencée par la musique acoustique de Tracy Chapman, mais aussi tout simplement par sa mère issue de l'éthnie diola, laquelle aime écouter la musique mandingue, en grande mélomane. Marema chante depuis toute petite. Elle a débuté comme choriste auprès de grands artistes sénégalais comme Didier Awadi ou Idrissa Diop.                                                                | Shishani, Richy, Krotal, Ifé, Oupta, Ceuzany, Bobona, Idylle Mamba, Albino Mbie. | Le premier single de Marema s'intitule Femmes d’affaires, composé par elle et réalisé par Mao Otayek, « rendant hommage aux femmes battantes, aux femmes qui n’attendent personne pour aller de l’avant » selon ses dires. |
| 2015  |                    | Elida Almeida                                        | Elida Almeida est née dans un village rural sans électricité de Santiago au Cap-Vert. Personne dans sa famille ne jouait de musique, mais la moindre fête se faisait au rythme du batuque et du funaná. Pour apprendre à chanter, elle allait à l’église et écoutait la radio, qui diffusait beaucoup de musique cap-verdienne, de pop, de rock... En 2015, elle signe son premier album avec Lusafrica, le label d’immenses voix cap-verdiennes, comme celle de Césaria Evora.                          | Asden, Banlieuzart, Darline Desca, Dioba, Elinam, Joey le Soldat, Kantala, Liz, Mao, Mélodji, Mija, Sanzy Viany et Woodsound. | Le jury, présidé par l’artiste malienne Oumou Sangaré, a consacré une artiste lusophone alors que d'ordinaire ce prix récompense des artistes francophones. Oumou Sangaré déclare « C'est pour montrer aussi l'ouverture de ce prix ». Elle confie « C'était très dur de départager les candidats, mais Elida Almeida a finalement été choisie en raison de son professionnalisme et de sa maîtrise de la scène. » Blick Bassy, membre du jury, confirme « Elle dégage beaucoup d'énergie sur scène, quelque chose de très fort, et c'est important pour mener une carrière sur le long terme. ». |
| 2016  |                    | Soul Bang's                                          | Soul Bang's est un artiste guinéen, qui intègre son premier groupe de rap Micro Mega à 11 ans. En 2011, Soul Bang’s sort son premier album Dimedi. Il y chante en soussou, malinké, pular mais aussi en français et en anglais. Il a déjà travaillé avec des interprètes locaux comme Banlieuz'Art, Yoriken de Methodik, Takana Zion, mais aussi Disiz la Peste, 2 face, Medal King, La Section. Son deuxième album s'élabore en Virginie puis en Guinée et en France pour une sortie prévue début 2017. | As Gang, Pamela Badjogo, Atis Constant, Daba, Kandia Kora, Minah, Angel Mutoni, Stella Afro et The Ben. | Pendant son séjour aux USA, Soul Bang's a participé au projet musical Break The Silence en soutien aux jeunes filles enlevées par Boko Haram au Nigéria. |
| 2017  |                    | M'Bouillé Koité                                      | M'Bouillé Koité est un chanteur malien né en juin 1990. Issu d'une famille de griots et de musiciens, il est diplômé de l'Institut national des Arts au Mali. Il est le neveu du chanteur Habib Koité, lui-même vainqueur du Prix découvertes RFI en 1993. | Ami Yerewolo, Lab'l, Ayôdélé, Willy Baby, Prince Mo, Hans Nayna, SO-S Def, Sarro, OMG. | Le jury de l'édition 2017 était présidé par le chanteur Singuila. |
| 2018  |                    | Yvan Buran                                           | Buravan devient lauréat à l'âge de 23 ans. À l'adolescence, encouragé par les siens, il multiplie les concours de jeunes talents. Il achève sa scolarité en 2015 pour s'inscrire à la Kigali Music School et se perfectionner. Son titre Malaika, qui sort l'année suivante, est un succès au Rwanda et dans les pays limitrophes. Il enchaîne ensuite les concerts comme en juillet 2018, quand il se produit en Belgique, puis au Burundi au mois d'août 2018.                                         | Azaya, Barakina, Biz Ice, Gasha, Geraldo, Iyenga, Maabo, OMG, Ozane. | En 2018, le jury du Prix découvertes RFI est présidé par Charlotte Dipanda. |
| 2019  |                    | Céline Banza                                         | Céline Banza, née à Kinshasa en février 1997, est vidéaste, actrice et chanteuse. Après une intervention dans The Voice Afrique Francophone, qui la conforte dans son choix de vivre de sa musique, elle crée le groupe Banza Musik. Céline Banza représente la République Démocratique du Congo avec le titre Te Rembi ("Mon corps"). | Anychris, Bébé Baya, Cysoul, Lydol, Nasty Nesta, NG Bling, Social Mula, Yann'Sine, Zonatan. | En 2019, le jury comprenait des artistes internationaux comme A'salfo, Charlotte Dipanda, Tiken Jah Fakoly, Fally Ipupa, Josey, Angélique Kidjo, Youssou N'Dour, Oumou Sangaré et Singuila, mais aussi des représentants de l'Institut français, de l'OIF, de la Sacem et de France Médias Monde. |
| 2020  |                    | Young Ace Wayé                                       | Rolf Derly, mieux connu sous des noms de scène tels que Young Ace Wayé est un artiste rappeur et chanteur actif depuis 2015 sur la scène congolaise. Dès son plus jeune âge il se passionne pour l’art. Il s’intéresse d’abord au dessin puis au théâtre, mais c’est la musique qui finit par l'accrocher. Ses compositions sont enrichies de ses diverses expériences d’expatrié. | Shan’l, Ami Yerewolo, D6BEL, JsideB, Mamy Cruz, Manamba Kanté, Mike Kayihura, Moonaya, Nix Ozay. | En 2020, le président du jury était Didi-B du groupe ivoirien Kiff No Beat. |
| 2021  |                    | Alesh                                                | Alesh (Alain Chirwisa) est un artiste musicien, rappeur engagé et auteur-compositeur congolais,. | Ashs The Best (Sénégal), Blakkayo (Île Maurice), Kamar Mansour (Maroc), Kaya Byinshii (Rwanda), Keb (Haïti), Mariaa Siga (Sénégal), Maxim BK (Guinée), Rodzeng (Gabon), Tetero Laurette (Burundi).                                                | Le président du jury est le chanteur congolais Lokua Kanza. |
| 2022  |                    | Black AD                                             | Black AD (Hawa Dialo) est une chanteuse malienne. Inspirée par Oumou Sangaré et Nomcebo Zikode, elle se fait connaître avec la chanson Mali. Elle se montre très attachée aux traditions de son pays, et mélange l'afropop, le R'n'B et des sonorités plus modernes. | Ayam (Madagascar), Garçin Lagaçant (Gabon), Greg Burkimbila (Burkina Faso), Lukas Luna (République Démocratique du Congo), Magdaline Mytil (Haiti), Masterland (Burundi), Niino Md (Senegal), Queen Rima (Guinée), Tripa Gninnin (Côte d’Ivoire). | Le président du jury est la chanteuse nigériane Yemi Alade. |
| 2023  |                    | Jessy b                                              | | Amadeus (Sénégal), Aynah (Madagascar), Espoir La Tigresse (Gabon), Jessy B (République du Congo), Jozie (Sénégal), Kaya Bysinshii (Rwanda), Lil K HPB (Burundi), Niaka Sacko (Mali), Oprah (Côte d’Ivoire), Queen Rima (Guinée).                  | Le président du jury est le rappeur français Black M. |
| 2024  |                    |                                                      | | | |
| 2025  |                    | Queen Rima                                           | | Joyce Babatunde (Cameroun), Boukuru (Rwanda), Grégory Laforest (Haïti), DINA M (Madagascar), Jenny Paria (RDC), Suintement (RDC) , Sahad (Sénégal) , Straiker (Guinée), Yewhe Yeton (Bénin) , Queen Rima (Guinée).                                | la présidente du jury, Angélique Kidjo |